# Круглов Віталій Вікторович

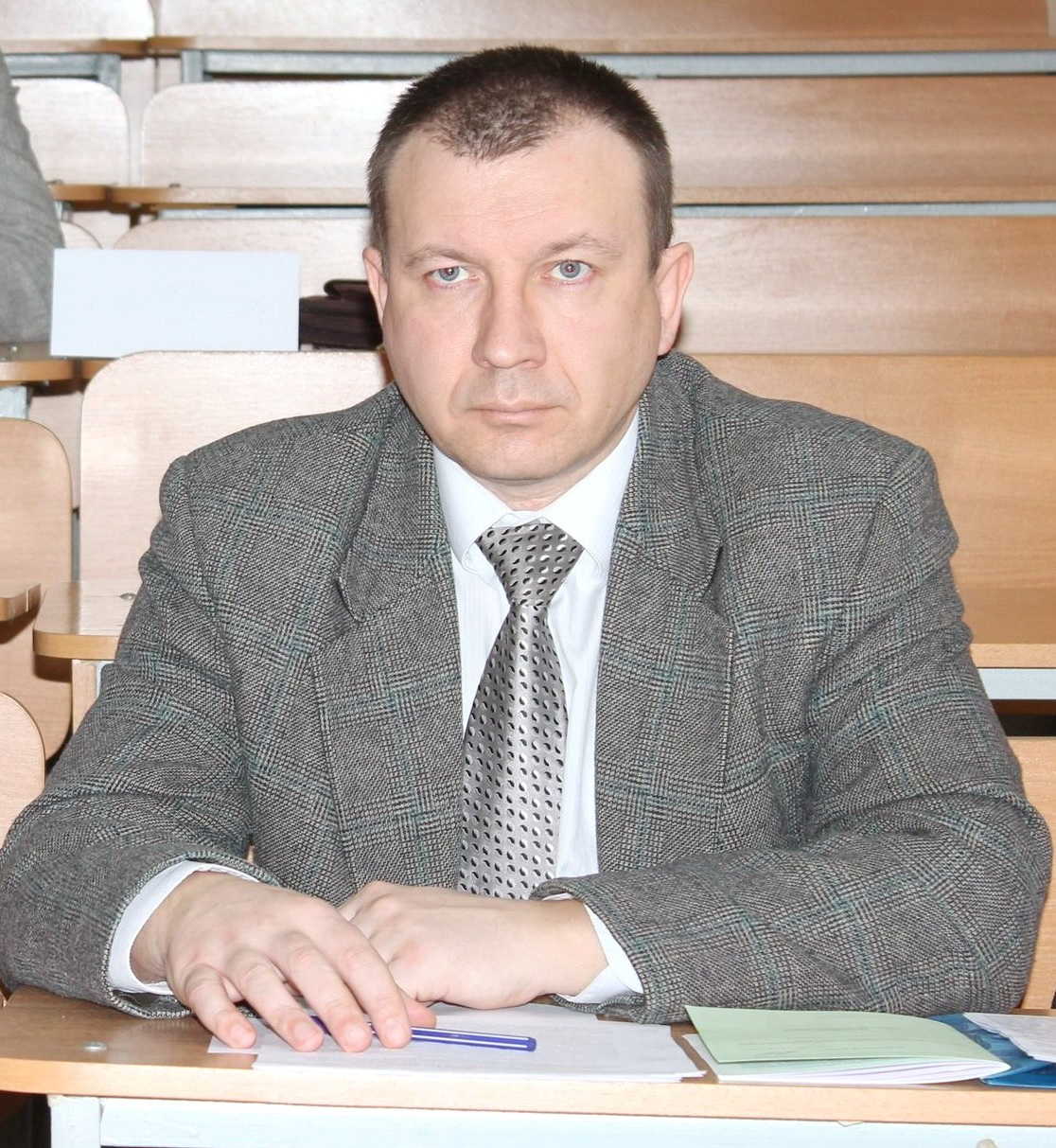
Круглов Віталій Вікторович

Круглов Віталій Вікторович народився 06 листопада 1970 р. на Харківщині. Письменник. 
Закінчив Харківський інститут інженерів міського господарства та магістратуру державного управління. 
Трудовий шлях розпочав в Харківській обласній державній адміністрації в Управлінні містобудування та архітектури. Працював на керівних посадах в Золочівській  районній державній адміністрації. Обирався депутатом районної ради. Обіймав посаду першого заступника начальника регіонального відділення Фонду державного майна в Україні по Харківській області.
Учасник всеукраїнських семінарів молодих письменників. 
Друкувався в журналах «Слобожанщина», «Березоль», обласній, республіканській пресі, колективних збірниках харківських літераторів, збірнику «Гранослов» (Київ), «Digital романтизм» (Київ). Дипломант щорічного Міжнародного конкурсу найкращих творів молодих українських літераторів «Гранослов-2000», переможець літературного конкурсу імені Олександра Масельського (2007).
Автор збірок поезій «Слова на віконному склі», «Безпритульні сніги», «Понад шляхом» (Харків, Крок, 2000, 2001, 2002), «Проекції» (Харків, Майдан, 2007). Член НСПУ з 2002 р.
Доктор наук з державного управління. Автор понад 200 наукових публікацій.